# Empis maculata
Empis maculata är en tvåvingeart som beskrevs av Fabricius 1781. Empis maculata ingår i släktet Empis och familjen dansflugor. Inga underarter finns listade i Catalogue of Life.